# Катарина (лунный кратер)
Кратер Катарина (лат. Catharina) — большой древний ударный кратер в материковой юго-восточной области видимой стороны Луны. Название присвоено в честь греческого теолога и философа Св. Екатерины Александрийской (287 н. э. — 305 н. э.) и утверждено Международным астрономическим союзом в 1935 г. Образование кратера относится к нектарскому периоду.  

## Описание кратера
Ближайшими соседями кратера являются кратер Тацит на западе-северо-западе; кратер Кирилл на севере; кратер Бомон на востоке; кратер Полибий на юге-юго-востоке и кратер Ферма на юге-юго-западе. На западе от кратера Катарина находится цепочка кратеров Абу-ль-Фиды, на северо-востоке Море Нектара, на юге уступ Алтай. Селенографические координаты центра кратера 17°59′ ю. ш. 23°33′ в. д. / 17,98° ю. ш. 23,55° в. д., диаметр 98,8 км, глубина 3,13 км.
Кратер имеет полигональную форму, слегка вытянут в направлении север-юг и значительно разрушен за длительное время своего существования. Вал сглажен и невысок, максимальной высоты достигает в северо-восточной части, перекрыт множеством кратеров различного размера. Северная часть чаши кратера и его вала перекрыта сателлитным кратером Катарина P (см. ниже). Внутренний склон вала слабо различим, наиболее выражен в западной части. Высота вала над окружающей местностью достигает 1510 м, объем кратера составляет около 10 860 км3. Дно чаши сравнительно плоское, но пересеченное, южная часть чаши покрыта породами выброшенными при образовании соседних кратеров и отмечена сателлитным кратером Катарина S. В центральной части чаши расположен кольцевой хребет, являющийся южной частью вала сателлитного кратера Катарина P. Этот хребет объединен с невысоким центральным пиком высотой 800 м.

## Сателлитные кратеры
| Катарина | Координаты                                            | Диаметр, км |
| -------- | ----------------------------------------------------- | ----------- |
| A        | 20°13′ ю. ш. 22°16′ в. д. / 20,21° ю. ш. 22,27° в. д. | 13          |
| B        | 16°58′ ю. ш. 24°17′ в. д. / 16,96° ю. ш. 24,29° в. д. | 21,7        |
| C        | 20°23′ ю. ш. 24°19′ в. д. / 20,38° ю. ш. 24,31° в. д. | 27,3        |
| D        | 16°56′ ю. ш. 21°24′ в. д. / 16,94° ю. ш. 21,4° в. д.  | 8,4         |
| E        | 17°10′ ю. ш. 21°16′ в. д. / 17,16° ю. ш. 21,26° в. д. | 6,1         |
| F        | 19°32′ ю. ш. 23°04′ в. д. / 19,54° ю. ш. 23,06° в. д. | 6,3         |
| G        | 17°32′ ю. ш. 24°55′ в. д. / 17,54° ю. ш. 24,91° в. д. | 15,9        |
| H        | 19°19′ ю. ш. 25°22′ в. д. / 19,31° ю. ш. 25,37° в. д. | 5,5         |
| J        | 19°27′ ю. ш. 22°11′ в. д. / 19,45° ю. ш. 22,18° в. д. | 4,9         |
| K        | 20°04′ ю. ш. 23°53′ в. д. / 20,06° ю. ш. 23,89° в. д. | 7,2         |
| L        | 20°58′ ю. ш. 24°13′ в. д. / 20,96° ю. ш. 24,21° в. д. | 3,9         |
| M        | 19°16′ ю. ш. 20°44′ в. д. / 19,27° ю. ш. 20,73° в. д. | 5,4         |
| P        | 17°17′ ю. ш. 23°19′ в. д. / 17,28° ю. ш. 23,32° в. д. | 46,8        |
| S        | 18°55′ ю. ш. 23°22′ в. д. / 18,92° ю. ш. 23,37° в. д. | 15,8        |

## См.также
- Список кратеров на Луне
- Лунный кратер
- Морфологический каталог кратеров Луны
- Планетная номенклатура
- Селенография
- Минералогия Луны
- Геология Луны
- Поздняя тяжёлая бомбардировка